# Comăneasca, Brăila
Comăneasca este un sat în comuna Tudor Vladimirescu din județul Brăila, Muntenia, România.